# Überpfändungsverbot
Im deutschen Recht untersagt das Überpfändungsverbot bei der Zwangsvollstreckung in bewegliche Gegenstände, die Zwangsvollstreckung weiter auszudehnen, als es zur Befriedigung des Gläubigers und zur Deckung der Kosten der Zwangsvollstreckung erforderlich ist (§ 803 Abs. 1 Satz 2 Zivilprozessordnung). Es gilt im Zwangsversteigerungsverfahren für Grundstücke nicht. Wie bei Notwehr heißt erforderlich aber nicht verhältnismäßig. So kann auch bei einer Forderung von 500 € ein Auto gepfändet werden, das den 10-fachen Wert hat, wenn eine gütliche Erledigung (§ 806b ZPO) gescheitert und die Forderung nicht anders zu befriedigen ist.